# Carlos María Collazzi Irazábal
Carlos María Collazzi Irazábal SDB (* 20. September 1947 in Rosario) ist ein uruguayischer Ordensgeistlicher und emeritierter römisch-katholischer Bischof von Mercedes.

## Leben
Carlos María Collazzi Irazábal trat in die Ordensgemeinschaft der Salesianer Don Boscos ein und empfing am 4. Oktober 1980 das Sakrament der Priesterweihe.
Am 14. Februar 1995 ernannte ihn Papst Johannes Paul II. zum Bischof von Mercedes. Der emeritierte Bischof von Mercedes, Andrés María Rubio Garcia SDB, spendete ihm am 26. März desselben Jahres die Bischofsweihe; Mitkonsekratoren waren der Bischof von Canelones, Orlando Romero Cabrera, und der Bischof von Florida, Raúl Horacio Scarrone Carrero.
Am 26. September 2023 nahm Papst Franziskus seinen altersbedingten Rücktritt an.